# Iglesia de Santa María la Blanca (Alcorcón)
La Iglesia de Santa María la Blanca es una iglesia católica localizada en el centro histórico de Alcorcón, Comunidad de Madrid, España. Se dice que la iglesia se construyó sobre una mezquita medieval. Sin embargo, ningún resto del periodo islámico ha sido encontrado. 

## Historia
Las primeras referencias están en las Relaciones de Felipe II, y la actual iglesia puede fecharse entre finales del siglo XVI y principios del siglo XVII para la cabecera y el ábside, y finalizó su construcción en el siglo XVIII. La fecha más antigua que aparece en ella es la de una lápida sepulcral (3 de julio de 1595) que está bajo el actual pavimento.
El 22 de abril de 1619, el rey Felipe III partió con una comitiva hacia Portugal. A su regreso, el rey enfermó de unas calenturas y se vio obligado a permanecer en Casarrubios del Monte, en Toledo. La villa de Madrid organizó entonces una procesión por la curación del monarca y el cuerpo de Isidro Labrador fue trasladado a esta localidad toledana. Al curarse el rey, la comitiva regresó a Madrid. En la última etapa se pararon a descansar en Alcorcón. En el pueblo se hospedaron el príncipe Felipe (futuro Felipe IV) y parte de la comitiva. En el templo se depositaron los restos de Isidro Labrador hasta el día siguiente. Poco después se solicitó la beatificación de este y más tarde sería canonizado y proclamado patrón de Madrid. Este hecho se recogió en la Vida de San Isidro Labrador de fray Nicolás José de la Cruz (1790):

Llegó a Alcorcón el bienaventurado Patrón de Madrid, enalteciendo aquella noche con su santo cuerpo el templo parroquial de aquel antiguo pueblo, que en las extremadas demostraciones de regocijo, manifestó bien su mucho afecto al Santo.
Fray Nicolás José de la Cruz
Vida de San Isidro Labrador (1790)

Fue declarada Bien de Interés Cultural el 10 de junio de 1993.
En septiembre de 2015, durante unas obras de restauración de la iglesia, se descubrió el solado original de la misma.

## Descripción

### Exterior
En el exterior, el edificio se alza a partir de cajones de mampostería y ladrillo, con clara influencia toledana. De marcada sobriedad, el edificio se ornamenta con dinteles decorativos enmarcando los vanos, construidos con ladrillo a sardinel. Las paredes son de 80 centímetros de grosor y esta apoyada en contrafuertes. En las fachadas norte y sur se encuentra las entradas al templo. En la fachada norte se encuentra una torre rectangular de 25 metros de altura.

### Interior
La sencillez caracteriza el interior del templo, donde únicamente la cabecera rompe la línea de sobriedad. El templo es de planta de cruz latina, aunque los brazos del crucero no se acusan al exterior. La nave principal mide 20 metros de longitud por 9 metros de ancho y 15 metros de altura. Al final de la nave central se encuentra el coro, que siglos atrás poseyó un órgano barroco. El transepto mide 19 metros de longitud de lado a lado y 8 metros de ancho. El crucero mide 8 metros de longitud, 9 metros de ancho y 16 metros de altura. Ambas naves forman bóvedas de cañón que se cruzan en el crucero. El ábside es de forma poligonal, con cinco parámetros y mide 8,5 metros de ancho por 5 metros de largo y 15 metros de altura. 

#### Retablo mayor
En el ábside se ubica un retablo barroco que es patrimonio histórico artístico nacional. El retablo es de madera dorada y policromada del tipo de retablo-camarín característico del primer tercio del siglo XVIII conforme a modelos difundidos en la comunidad de Madrid por José de Churriguera y Pedro de Ribera. Estructurado a través de columnas salomónicas, sostiene las tallas de la Virgen, Santa Ana, San Antonio, Cristo de los Alfareros y los cuatro evangelistas, junto con el Sagrario. En el libro de una de los evangelistas se puede leer:

... y arzobispo de Toledo, el cardenal infante de España, reverendísimo señor don Luis de Borbón y cura el señor don Juan Domingo de Laema y le doró don Próspero Mortola, dorador de cámara de S.M.

 Durante la guerra civil, en 1936 el retablo fue dañado: Se destruyeron las imágenes de San Pedro, San Pablo, San José y el Cristo de los Alfareros. La imagen de la virgen fue tirada a un pozo pero se pudo recuperar. El basamento del retablo, la mesa y el sagrario. Tras el final de la guerra, las imágenes fueron sustituidas por las actuales.